# En breve cárcel
En breve cárcel es una novela de la escritora argentina Sylvia Molloy publicada en 1981 en Barcelona. Escrita durante la dictadura autodenominada Proceso de Reorganización Nacional -caracterizada por aplicar el terrorismo de Estado-, debió ser publicada en España porque ninguna editorial argentina aceptó editarla. Ha sido considerada una obra pionera de la literatura lésbica argentina. Fue publicada en Barcelona porque ninguna editorial argentina quiso hacerlo por considerarla «subversiva», pero circuló dentro del país fotocopiada, pasada de mano en mano.

## Trama
Una mujer espera a otra mujer (Renata), con la que acaba de romper una relación amorosa, sabiendo que no vendrá. Mientras espera escribe sobre su amor y su pasión por ella, alternando también con los recuerdos de una amante anterior (Vera). Sus dos amantes a su vez han tenido una relación amorosa entre ellas. El texto trata sobre la pasión, el amor, el sufrimiento, la agonía del desamor, la violencia y la venganza, en ese trío lésbico que forman las tres mujeres en la mente de la protagonista.

## Circunstancias
La novela no fue publicada en la Argentina debido al hecho de la violenta dictadura gobernante impedía la publicación de textos que pudieran ser considerados «subversivos», entre ellos los que trataban sobre homosexualidad, debido a lo cual ninguna editorial aceptó editarla.
De todos modos la novela circuló clandestinamente en Argentina, reproducida en fotocopias y transmitida de mano en mano, y se volvió «un mito». Recién en 1998 fue publicada por primera vez en la Argentina, siendo republicada en 2012 por Ricardo Piglia, que dirigía la Serie del Recienvenido del Fondo de Cultura Económica, dedicada a difundir obras que habían sido censuradas u olvidadas.
El análisis de la novela ha sido infaltable en las obras dedicadas a tratar la literatura lésbica argentina o latinoamericana.

## Cita
Un ejemplo de la escritura de la novela.

No ha dicho una palabra desde que ella le arrojó el anillo. De pronto se incorpora como si se despertara y se desnuda. Sin mirarla se frota los ojos, se pasa la mano por el cuello, como si se acariciara. Sin mirar se acerca a ella, la desnuda y, recurriendo a las muy precisas descripciones que ella le ha brindado la hace gozar, una y otra vez.

Lo que escribe es una manera de ir tachando para seguir adelante, no sabe hacia qué: a lo mejor hacia algo que ya, desde un principio, ha sido tachado.

## Evaluación
La novela ha sido considerada como «fundacional» y «pionera» de la literatura lésbica argentina.
Magdalena García Pinto considera que:

La peculiaridad de este texto reside en el modo en que este sujeto se postula como sujeto femenino, como narradora de su propia ficción estructurada alrededor de una noción ambigua y múltiple de la pasión, cuya problemática explora el amor femenino, la experiencia sexual como un acto de violencia, el deseo no satisfecho, el miedo al propio yo, a la propia historia sepultada en los estantes polvorientos de la memoria vieja, el dolor de la soledad y la voluntad de buscar un escape, una salida viable a la existencia. Estos elementos de la pasión se actualizan psíquicamente en el sujeto del enunciado y sujeto de la enunciación.

Alberto Julián Pérez, profesor de literatura hispanoamericana del Dartmouth College de Estados Unidos destaca el doble nivel que impone el modo del relato: 

La novela introduce un doble proceso simultáneo de representación: el de la protagonista tratando de recordar su pasado y de escribirlo, y el de la voz narrativa relatando en el presente lo que la protagonista recuerda. La voz narrativa omnisciente está peligrosamente cerca del personaje: narra al mismo tiempo que la protagonista piensa, recuerda, sueña y escribe. Por esta cercanía el acto de la escritura, que aparece como constitutivo de la vida misma, se transforma también en tema para la voz narrativa.

La escritora y psicoanalista Vanesa Guerra reflexiona:

El personaje de esta novela toma nota, anota sucesos diarios, recuerdos, reflexiones, y lo hace porque necesita contar una historia que parecería por momentos inasible, pero que obliga desde el dolor. Pues el dolor del personaje, el dolor de la ausencia, el dolor de la espera, el dolor de la memoria desordenada pero impecable, como intacta, es lo que obliga: manda a una escritura.